# Rokuharamitsu-ji

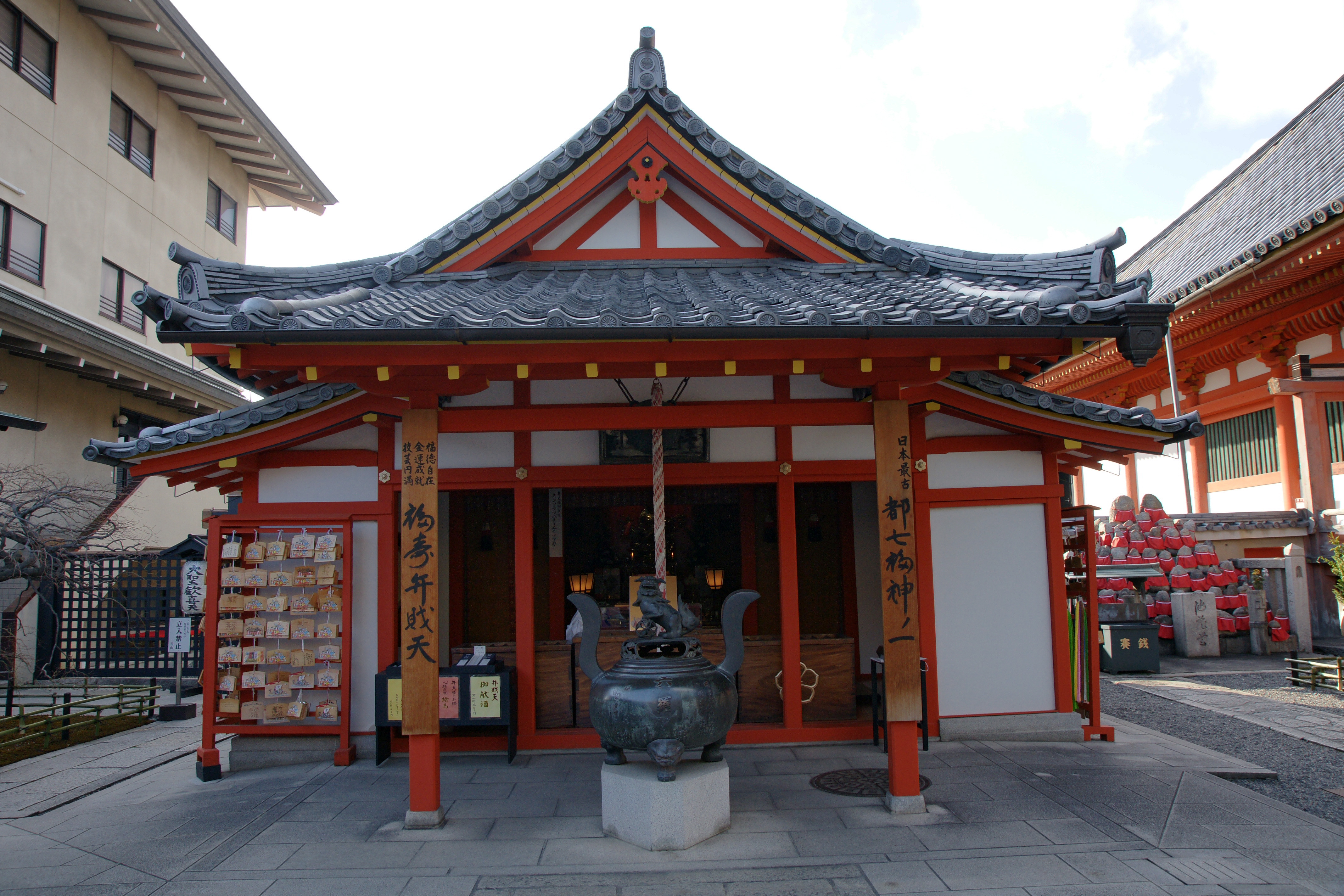
Bâtiment Sarasvati.

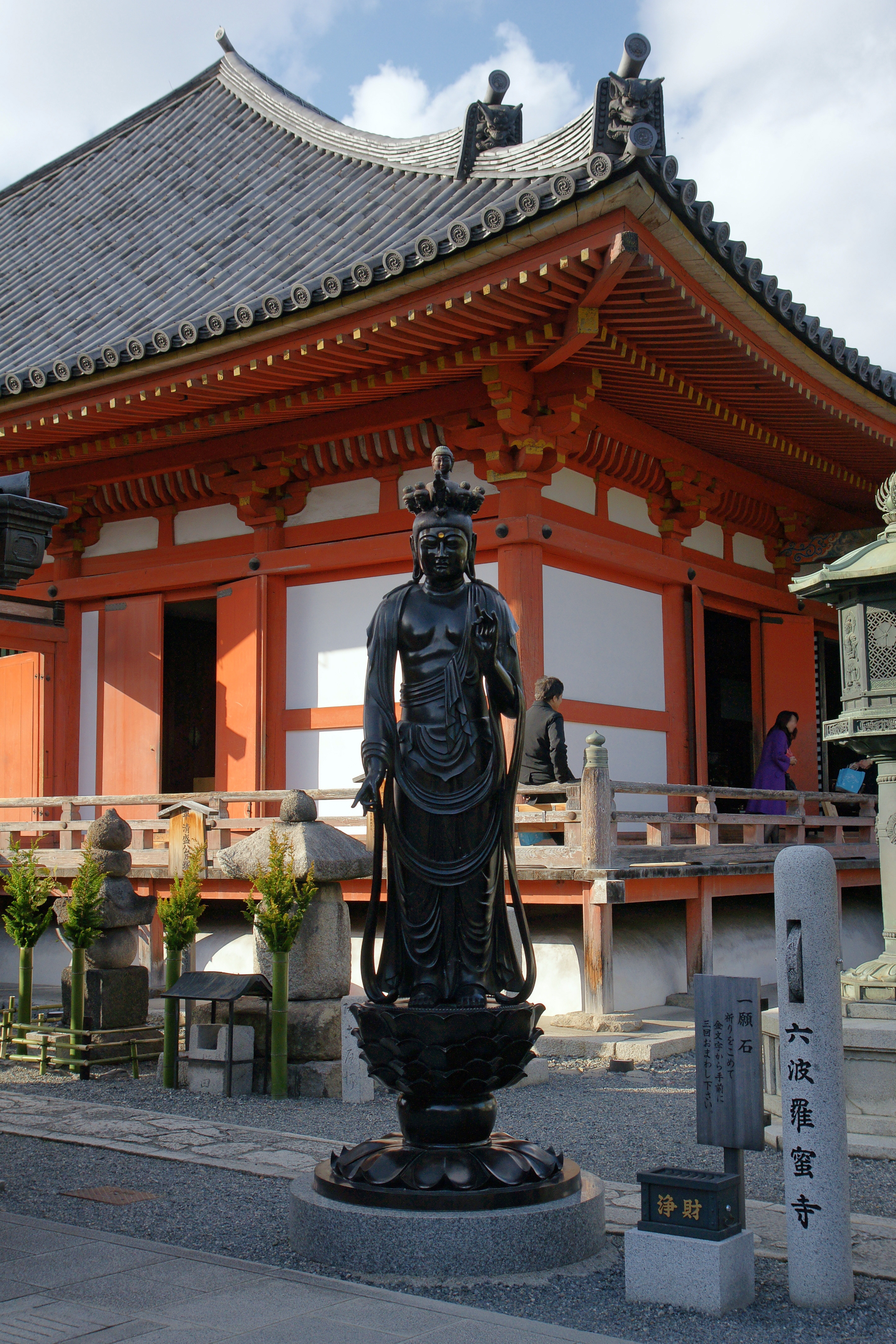
Rokuharamitsu-ji Hon-dō (1363), bien culturel important du Japon

Le Rokuharamitsu-ji (六波羅蜜寺) est un temple bouddhique situé à Kyoto (arrondissement deHigashiyama-ku), au Japon. Fondé en 951 par le moine Kūya, le hon-dō est incendié durant les guerres de la fin de l'époque de Heian. Le bâtiment qui l'a remplacé en 1363, endommagé au cours de l'ère Meiji, est restauré en 1969,. 
Le temple abrite un certain nombre de statues des époques de Heian et de Kamakura qui ont été classées biens culturels importants du Japon, dont une image de son fondateur due au sculpteur Kōshō (XIIIe siècle, époque de Kamakura), ainsi qu'un Jūichimen Kannon de l'époque de Heian classé Trésor national du Japon,,.

## Galerie d'images

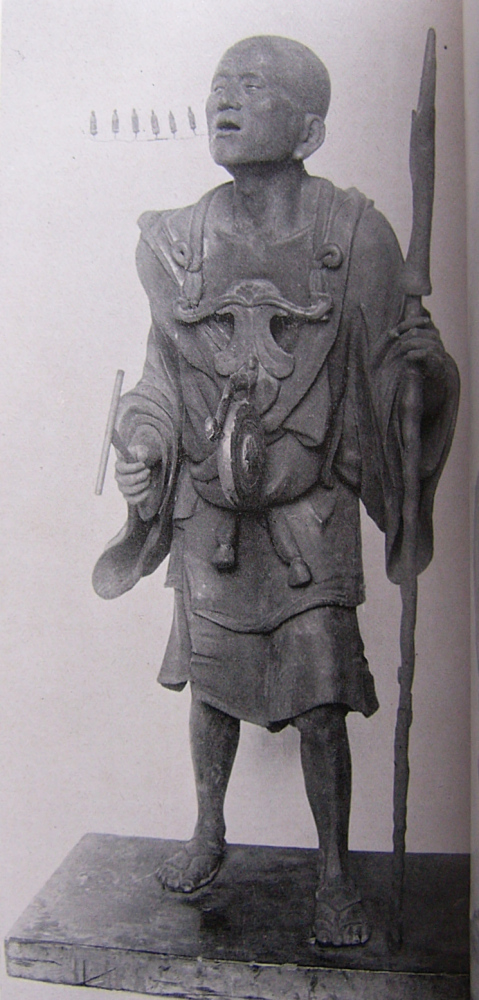
Kūya chantant le nembutsu, par Kōshō. Bien culturel important du Japon.
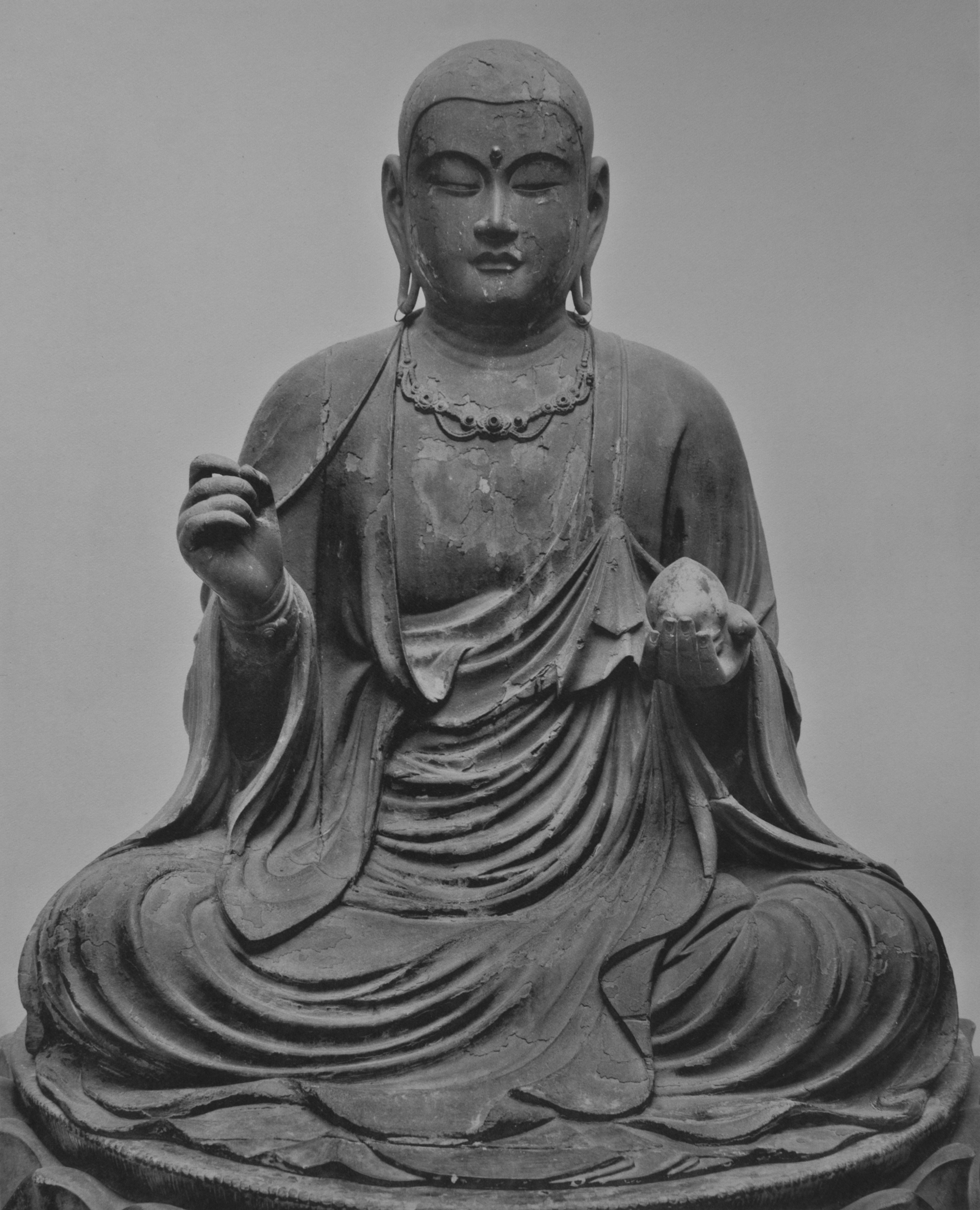
Statue attribuée à Unkei.
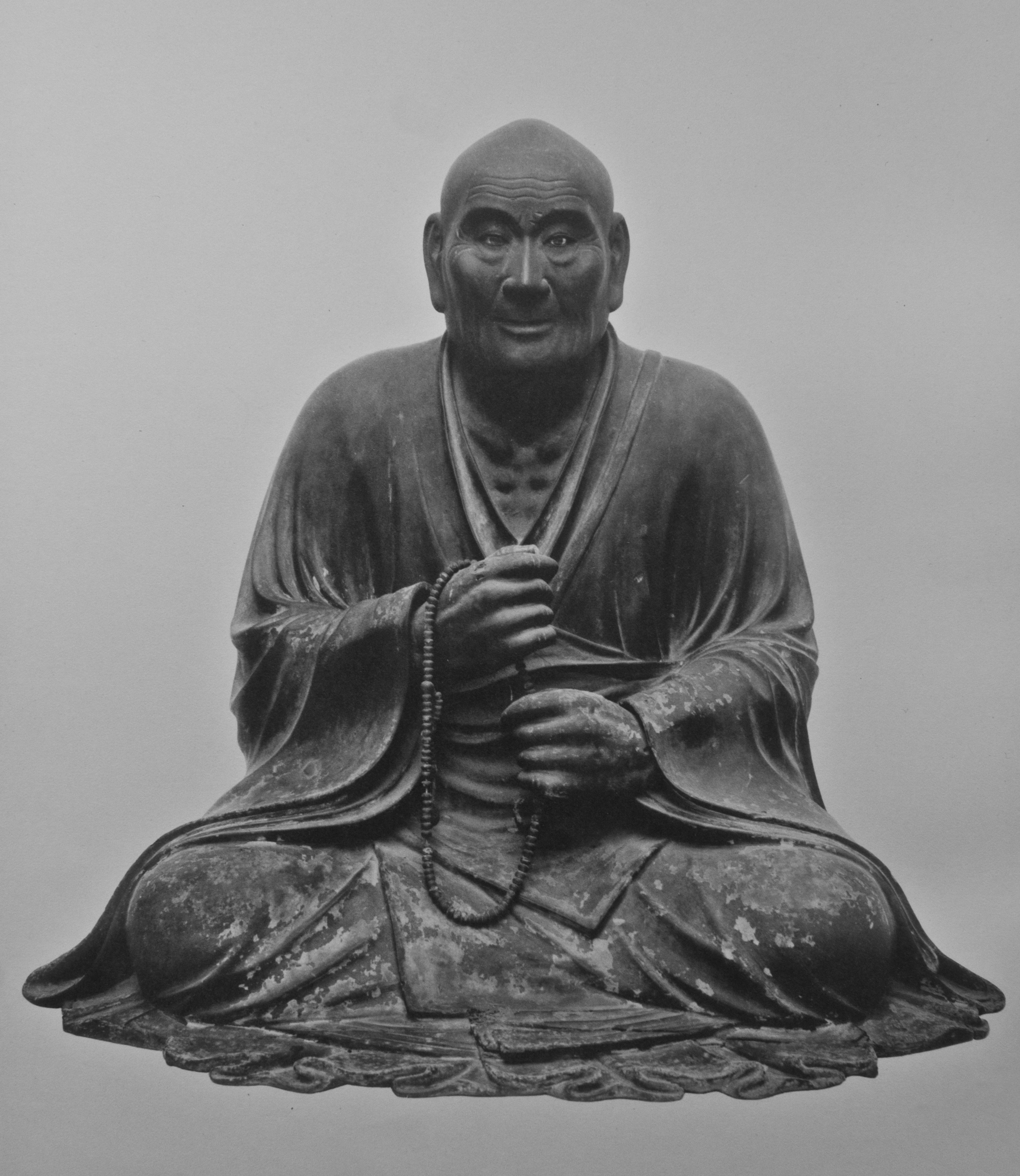
Statue de Unkei (77,6 cm) en moine bouddhiste. Dans ses puissantes mains il tient un nenju.